# 保送率
保送率（英語：Walks per Nine Innings），縮寫為BB/9， 是一種棒球術語及統計，指投手平均每9局球所投出來的保送。投手可能因為四壞球、故意四壞球、觸身球三種保送而使打者上壘。此數值關係到投手的控球精準度，越高代表投手的表現不佳，容易讓打者上壘，增加失分風險。
保送率計算公式：
{\displaystyle \ BB/9={\frac {(BB+IBB+HBP)\times 9}{IP}}}
- BB：四壞球保送
- HBP：觸身球保送
- IBB：故意四壞球
- IP：投球局數